# 新慕尼黑 (明尼蘇達州)
新慕尼黑（英語：New Munich）是一個位於美國明尼蘇達州斯特恩斯縣的城市。

## 歷史
新慕尼黑得名自當地早期定居者的故鄉慕尼黑。新慕尼黑的郵局自1863年營運至今。

## 人口
根據2020年美國人口普查的數據，新慕尼黑的面積為1.38平方千米，皆為陸地。當地共有人口356人，而人口密度為每平方千米258人。